# Gerhard Hanswille
Gerhard Hanswille (* 24. November 1951 in Herne) ist ein deutscher Ingenieurwissenschaftler.

## Leben
Gerhard Hanswille studierte an der Ruhr-Universität Bochum und promovierte dort mit dem Thema „Zur Rissbreitenbeschränkung bei Verbundträgern“. Anschließend arbeitete er als Oberingenieur am Lehrstuhl für Stahlbau. 1993 folgte er einem Ruf an die Bergische Universität-Gesamthochschule Wuppertal und erhielt dort eine C3-Professur für Stahlbau. Nach einem 1996 abgelehnten Ruf der Universität Hannover wurde er C 4-Professor für das Fachgebiet Stahl- und Verbundkonstruktionen.
1998 gründete Hanswille in Wuppertal das Institut für Konstruktiven Ingenieurbau. Bis heute ist er dessen geschäftsführender Direktor. Seit 2000 ist er Mitglied des Deutschen Ausschusses für Stahlbau (DASt). 2002 wurde er in die Nordrhein-Westfälische Akademie der Wissenschaften und der Künste aufgenommen. 2006 wurde er Vorsitzender des Forschungsbeirates des DASt und stellvertretender Vorsitzender des gesamten Ausschusses. Seit 2007 gehört Hanswille dem Hochschulrat der Bergischen Universität an.

## Auszeichnungen
- 2012 erhielt Gerhard Hanswille die Auszeichnung des Deutschen Stahlbaus[1]